# Biltvätt

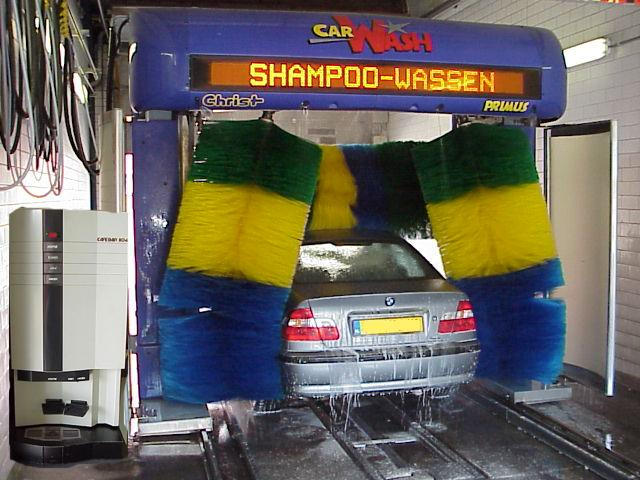
Biltvätt

Biltvätt är en anordning där man tvättar bilen.

## Biltvätt i Sverige
Två typer av biltvättar dominerar den svenska marknaden: portaltvätt och tvättgata.[källa behövs]
En vanlig modell är portaltvätt, där bilen står stilla och en portal med borstar, vatten, högtryckssprutor, hjultvätt etc. åker på en släde fram och tillbaka över bilen enligt ett förvalt program. Först påförs ett medel för kemisk rengöring, därefter följer mekanisk rengöring med högtrycksmunstycken eller borstar. Efter sköljning och eventuell vaxbehandling sker torkning med varmluft. Ett program varar normalt mellan tre och åtta minuter, och kapaciteten med in- och utkörsel brukar bli cirka tio bilar i timmen.
En ovanligare variant är tvättgatan, där bilen ställs på ett "löpande band" och därefter dras genom en 20–40 meter lång gata med monterade borstar och vattensprutare. Tvättgatan har mycket högre kapacitet än en portaltvätt, hundra bilar i timmen förekommer.
På ett antal platser i Sverige finns fristående bemannade biltvättanläggningar. Där blir kunden personligt mottagen och får hjälp att exempelvis välja program. Därefter förtvättas bilen manuellt av personalen. Då ingår kempåläggning, avspolning och viss svampning av delar på bilen som den efterföljande maskinen har svårt att komma åt. När den manuella förbehandlingen är klar transporteras bilen på ett löpande band genom en tvättunnel. Här tvättas bilen av mjuka tygborstar. I slutet av tunneln sköljs och torkas bilen. Efter tvätt går det att låna handdukar för att förbättra tvätt- och torkresultatet.

### Att tvätta bilen hemma
Enligt miljöbalken är det i Sverige inte tillåtet att tvätta bilen på sin garageuppfart eller utanför en bensinstation och släppa ut avfettningsmedlet eller bilschampot i dagvattenbrunnen. Avfettningsmedlet löser upp smuts, olja och asfaltrester som rinner ut i naturen och kan skada vattenlevande organismer.

## Bildgalleri

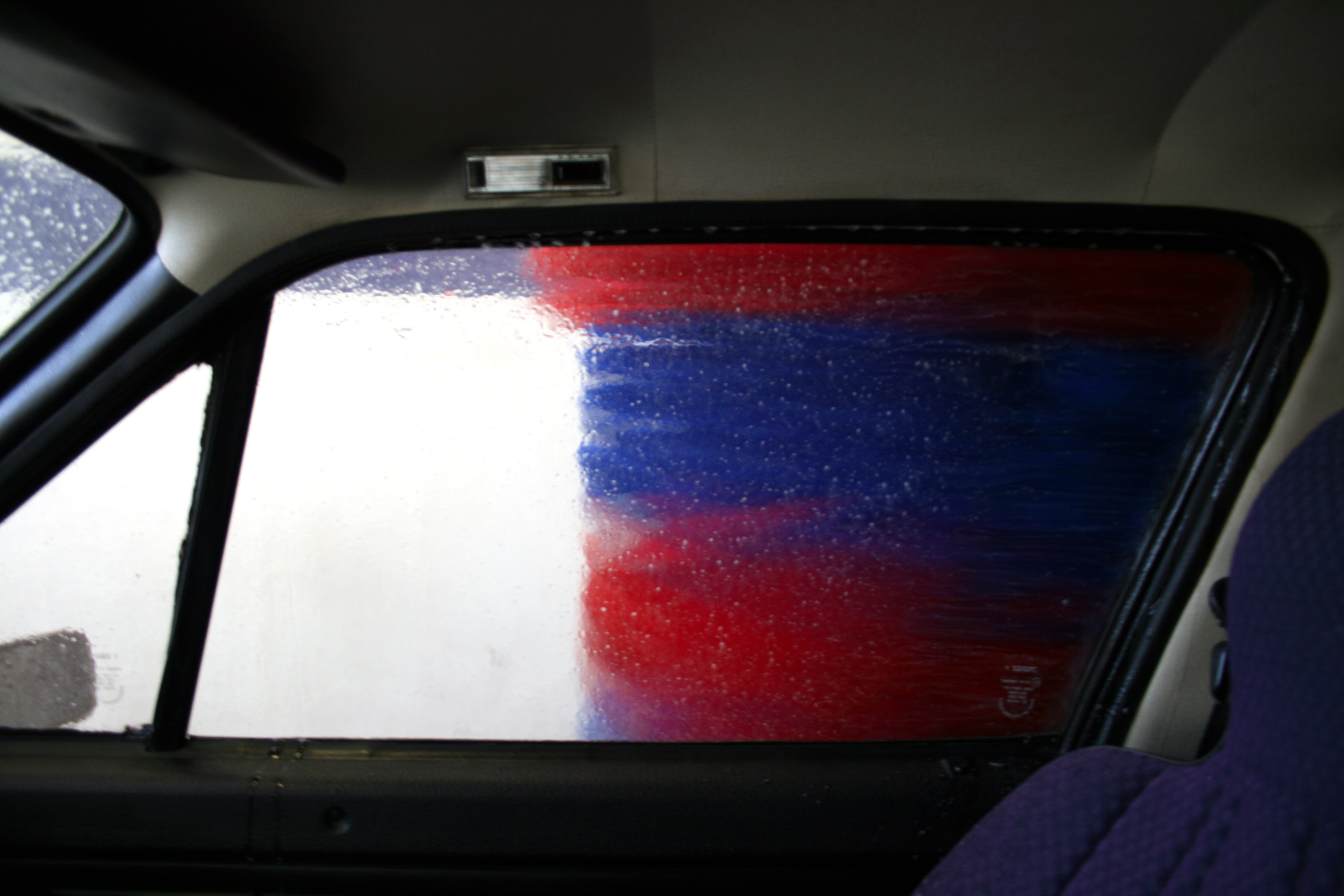
Biltvätt från insidan
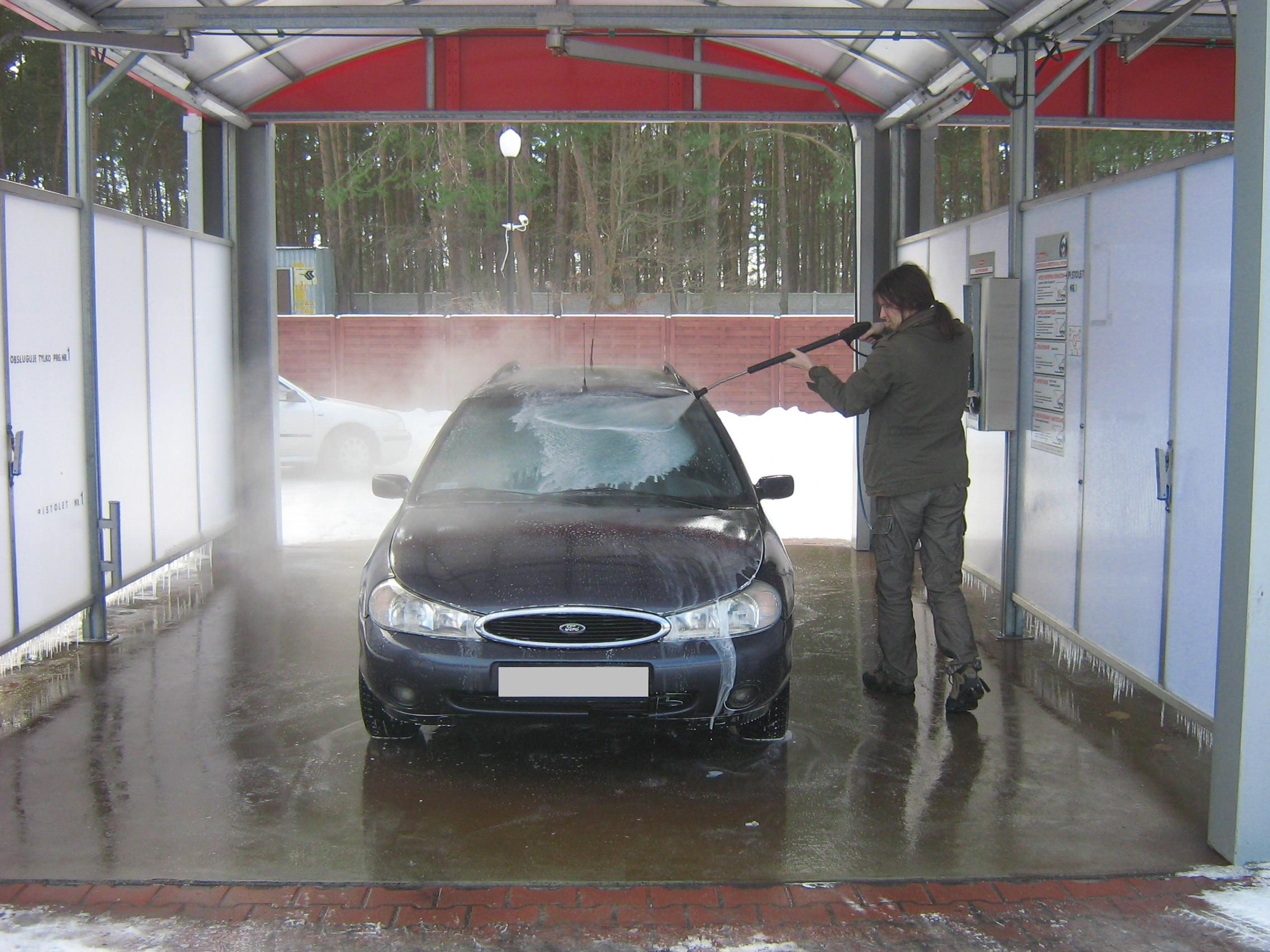
Manuell biltvätt
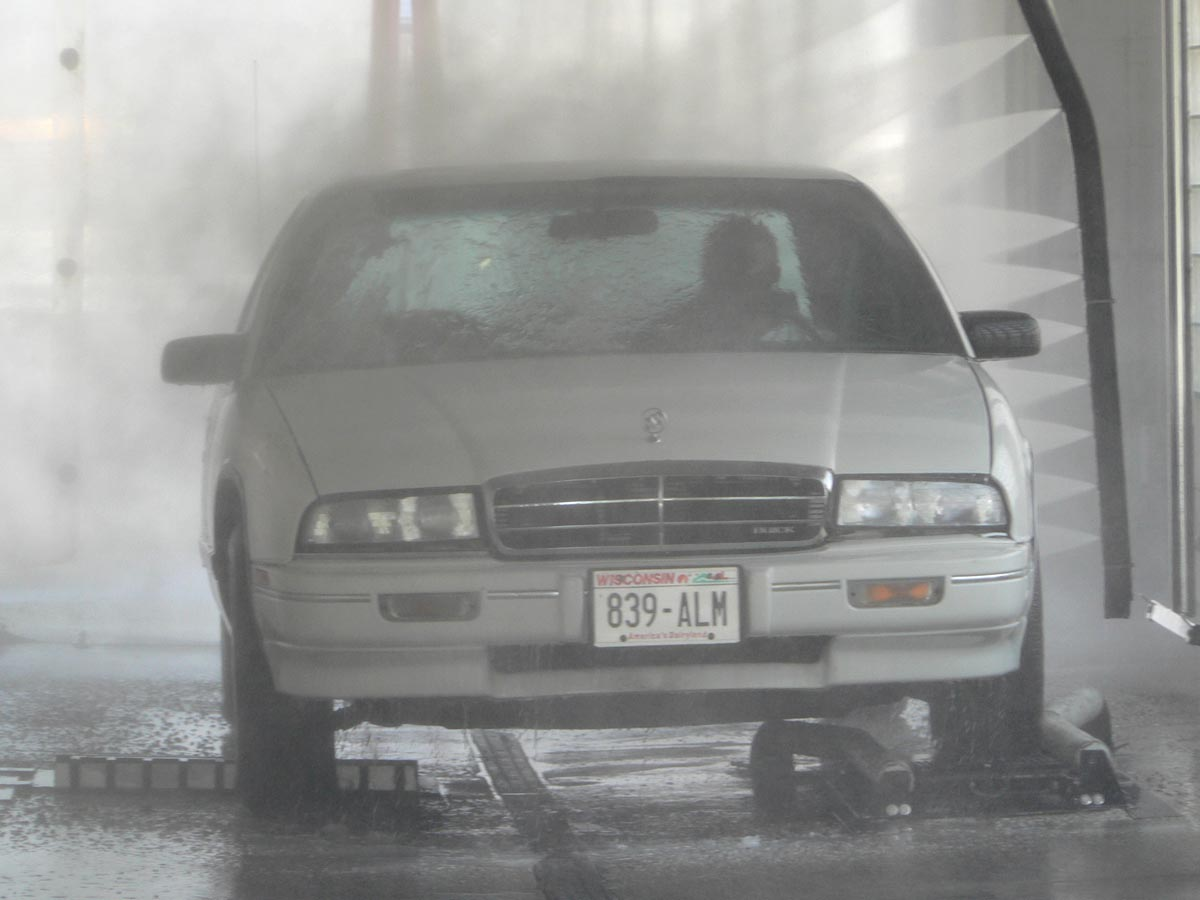
"Touchless" biltvätt, utan borstar